# V715 Возничего
V715 Возничего (лат. V715 Aurigae) — двойная затменная переменная звезда типа W Большой Медведицы (EW) в созвездии Возничего на расстоянии (вычисленном из значения параллакса) приблизительно 10269 световых лет (около 3149 парсеков) от Солнца. Видимая звёздная величина звезды — от +18,68m до +17,91m. Орбитальный период — около 0,3311 суток (7,9457 часов).